# Lijst van personen die veroordeeld zijn wegens oorlogsmisdaden
Dit is een lijst van oorlogsmisdadigers.
Op deze lijst staan alleen personen die voor één of meer oorlogsmisdaden veroordeeld zijn en van wie de identiteit en de daden algemeen bekend zijn.
Om de controle op deze lijst mogelijk te maken, worden hier alleen personen toegelaten van wie een artikel bestaat waaruit blijkt dat zij voor oorlogsmisdrijven veroordeeld zijn.
| Naam                       | nationaliteit    | geboortedatum     | sterfdatum        | vonnis                                            | informatie |
| -------------------------- | ---------------- | ----------------- | ----------------- | ------------------------------------------------- | --- |
| Otto Abetz                 | Duitsland        | 26 mei 1903       | 5 mei 1958        | 20 jaar                                           | Duitse ambassadeur in Parijs en nazifunctionaris. Veroordeeld tot twintig jaar dwangarbeid. |
| Artur Albrecht             | Duitsland        | 1903              | 21 maart 1952     | doodstraf                                         | Duits politiefunctionaris, verantwoordelijk voor martelingen en executies. Ter dood veroordeeld en geëxecuteerd. |
| Ion Antonescu              | Roemenië         | 15 juni 1881      | 1 juni 1946       | doodstraf                                         | Roemeense maarschalk en fascistisch politicus. Van 1940 tot 1944 premier van Roemenië. |
| Andrija Artukovic          | Kroatië          | 29 november 1899  | 16 januari 1988   | doodstraf, overleden vóór executie                | Extreemrechts politicus, nauw betrokken was bij de genocide op Joden, Sinti, Roma, Serviërs en andere minderheden in de Onafhankelijke Kroatische Staat, “De Joegoslavische Himmler”. |
| Milan Babić                | Servië           | 26 februari 1956  | 5 maart 2006      | 13 jaar                                           | Kroatisch Servisch politicus, in juni 2004 tot 13 jaar gevangenisstraf veroordeeld. |
| Aaldert Bakker             | Nederland        | 13 juli 1918      | onbekend          | 20 jaar                                           | Veroordeeld voor steun aan de Gestapo en verraad landgenoten. Aanvankelijk ter dood veroordeeld; omgezet naar 20 jaar. In 1949 ontsnapt. |
| Klaus Barbie               | Duitsland        | 25 oktober 1913   | 25 september 1991 | levenslang                                        | Leiding over de Gestapo, “beul van Lyon”, bij verstek ter dood veroordeeld, emigreerde in 1951 naar Bolivia, uiteindelijk aan Frankrijk uitgeleverd en veroordeeld tot levenslang. |
| Jenny-Wanda Barkmann       | Duitsland        | 1922              | 4 juli 1946       | doodstraf                                         | Duitse verpleegster die in 1944 ging werken als SS-wachter in het concentratiekamp Stutthof. Veroordeeld tot de strop. Ze werd geëxecuteerd in Polen. |
| Heinz Barth                | Duitsland        | 15 oktober 1920   | 6 augustus 2007   | levenslang                                        | Duitse officier bij de Waffen-SS. In Frankrijk bij verstek ter dood veroordeeld, in Duitsland tot een levenslange gevangenisstraf |
| Hermann Becker-Freysing    | Duitsland        | 18 juli 1910      | 27 augustus 1961  | 10 jaar                                           | Arts, veroordeeld tot 20 jaar gevangenisstraf, later omgezet naar 10 jaar. |
| Karl Peter Berg            | Duitsland        | 18 april 1907     | 22 november 1949  | doodstraf                                         | Kampcommandant in kamp Amersfoort, ter dood veroordeeld. |
| Herbertus Bikker           | Nederland        | 15 juli 1915      | 1 november 2008   | levenslang                                        | “Beul van Ommen”, was een Nederlandse Waffen-SS'er, veroordeeld tot de doodstraf, later omgezet in levenslang. In 1952 ontsnapte hij uit de Koepelgevangenis. Tot zijn dood woonde hij in Duitsland. |
| Paul Blobel                | Duitsland        | 13 augustus 1894  | 8 juni 1951       | doodstraf                                         | Duitse architect, SS-Standartenführer en lid van de Sicherheitsdienst (SD), ter dood veroordeeld. |
| Heinrich Boere             | Nederland        | 27 september 1921 | 1 december 2013   | levenslang                                        | Nazicollaborateur, lid van de Waffen-SS, de laatste jaren deed de Duitse justitie pogingen om hem te vervolgen. |
| Martin Bormann             | Duitsland        | 17 juni 1900      | 2 mei 1945        | doodstraf bij verstek, bleek al overleden te zijn | Duits nationaalsocialistisch politicus en secretaris van dictator Adolf Hitler, Waarschijnlijk kwam Bormann bij een granaatontploffing om het leven. |
| Karl Brandt                | Duitsland        | 8 januari 1904    | 2 juni 1948       | doodstraf                                         | Arts, lid van de NSDAP, SA en SS. In 1943 kreeg hij de rang van majoor-generaal, veroordeeld tot de doodstraf. |
| Rudolf Brandt              | Duitsland        | 2 juni 1909       | 2 juni 1948       | doodstraf                                         | SS'er en persoonlijk assistent van SS-leider Heinrich Himmler, veroordeeld tot de doodstraf. |
| Theresa Brandl             | Oostenrijk       | februari 1902     | 24 januari 1948   | doodstraf                                         | Kampbewaakster in de Tweede Wereldoorlog, veroordeeld tot de doodstraf. |
| Siert Bruins               | Nederland        | 2 maart 1921      | 28 september 2015 | 12 jaar                                           | Kreeg in Nederland bij verstek de doodstraf. Hij woonde in Duitsland en kreeg daar wegens medeplichtigheid 7 jaar cel. Later ook nog eens 5 jaar cel. |
| Alois Brunner              | Oostenrijk       | 8 april 1912      | 2010?             | levenslang                                        | Lid van de Nationaalsocialistische Duitse Arbeiderspartij, de SA en de SS, commandant van Kamp Drancy. Na de oorlog vluchtte hij naar Syrië. Hij is bij verstek veroordeeld tot een levenslange gevangenisstraf. |
| Josef Bühler               | Duitsland        | 16 februari 1904  | 5 juli 1948       | doodstraf                                         | Lid van de NSDAP, Gouverneur-generaal van het Generaal-Gouvernement, veroordeeld tot de doodstraf. |
| Carl Clauberg              | Duitsland        | 28 september 1898 | 9 augustus 1957   | 23 jaar                                           | Gynaecoloog in de Tweede Wereldoorlog (in Auschwitz). Hij werd na de oorlog in Rusland veroordeeld tot 23 jaar cel, maar kwam echter bij een gevangenenuitruil in 1955 vrij. |
| William Calley             | Verenigde Staten | 8 juni 1943       |                   | 3½ jaar                                           | Luitenant, verantwoordelijk geacht voor het bloedbad in het Vietnamese dorp My Lai en veroordeeld tot levenslang. 2 jaar later beval president Richard Nixon zijn vrijlating. Calley onderging 3½ jaar huisarrest en werd daarna vrijgelaten. |
| Sera de Croon              | Nederland        | 17 mei 1916       | 17 maart 1990     | 21 jaar                                           | NSB'er en oorlogsmisdadiger die vooral berucht was vanwege zijn actieve deelname aan de vervolging van Joden gedurende de bezetting van Nederland tijdens de Tweede Wereldoorlog. |
| Richard De Bodt            | België           | 26 februari 1908  | 3 januari 1975    | levenslang                                        | SS’er, werd berucht als de “beul van Breendonk”. Hij werd bij verstek ter dood veroordeeld door de krijgsraad van Mechelen op 7 mei 1946. In 1952 omgezet in levenslange dwangarbeid. |
| John Demjanjuk             | Oekraïne         | 3 april 1920      | 17 maart 2012     | 5 jaar                                            | Tijdens de Tweede Wereldoorlog was hij een bewaker in het vernietigingskamp Sobibór. Op 12 mei 2011 werd Demjanjuk vanwege deze daden veroordeeld tot vijf jaar cel. |
| Karl Dönitz                | Duitsland        | 16 september 1891 | 24 december 1980  | 10 jaar                                           | Admiraal en leider van de marine (Kriegsmarine). Hij volgde als "Reichspräsident" de Führer Adolf Hitler op. Hij werd veroordeeld tot 10 jaar opsluiting in de Berlijnse Spandaugevangenis. |
| Anton Dostler              | Duitsland        | 10 mei 1891       | 1 december 1945   | doodstraf                                         | Generaal en commandant van het LXXV. Armeekorps in Italië ten tijde van operatie Ginny. Was de eerste hoge militair die na het beëindigen van de Tweede Wereldoorlog door een Amerikaans rechtbank ter dood werd veroordeeld wegens het plegen van oorlogsmisdaden. |
| Evert Drost                | Nederland        | 1906              | 28 juli 1949      | doodstraf                                         | SD'er. Jodenjager, bekend geworden als “De Schrik van Zeist”. Ter dood veroordeeld en geëxecuteerd. |
| Adolf Eichmann             | Duitsland        | 19 maart 1906     | 1 juni 1962       | doodstraf                                         | Nazifunctionaris in het Derde Rijk. Eichmann werkte ruim 8 jaar direct voor SS-leider Heinrich Himmler en SD- en Gestapo-leider Reinhard Heydrich. Hij werd ter dood veroordeeld. |
| Friedrich Engel            | Duitsland        | 3 januari 1909    | 4 februari 2006   | 7 jaar                                            | SS-officier, betrokken bij de moordpartij op 59 burgers in het Italiaanse Genua in 1944. In november 1999 bij verstek tot een levenslange gevangenisstraf veroordeeld. Een Duitse rechtbank veroordeelde hem tot 7 jaren gevangenisstraf. In hoger beroep werd de strafzaak in 2004 stopgezet. |
| Klaas Carel Faber          | Nederland        | 20 januari 1922   | 24 mei 2012       |                                                   | Berucht vanwege zijn werk voor de Sicherheitsdienst, lid van de Waffen-SS en het Sonderkommando Feldmeijer, lid van Musserts lijfwacht. Hij maakte samen met zijn broer deel uit van het executiepeloton in Kamp Westerbork. Hij werd niet meer strafrechtelijk vervolgd en woonde tot zijn dood in Duitsland. |
| Pieter Johan Faber         | Nederland        | 1920              | 10 juli 1948      | doodstraf                                         | Opperwachtmeester bij de Sicherheitsdienst (SD) in het Scholtenhuis, veroordeeld tot de doodstraf, hij werd geëxecuteerd door een vuurpeloton. |
| Miroslav Filipovic         | Kroatië          | 5 juni 1915       | 1946              | doodstraf                                         | Nazicollaborateur en een veroordeelde oorlogsmisdadiger. Vanwege zijn wreedheid had hij de bijnamen “vakman” en “duivel van Jasenovac”. Hij was ook een militaire kapelaan. |
| Franz Fischer              | Duitsland        | 10 december 1901  | 19 september 1989 | levenslang                                        | SS-Sturmbannführer en fanatieke Jodenvervolger in de Tweede Wereldoorlog, lid van de NSDAP, werkzaam bij IV B 4-Den Haag. Dit bureau hield zich bezig met de deportatie van Joden en opsporing van joodse onderduikers. Veroordeeld tot levenslange gevangenisstraf. Een van Vier van Breda. |
| Hans Frank                 | Duitsland        | 23 mei 1900       | 16 oktober 1946   | doodstraf                                         | Advocaat en nazipoliticus. Hij werd minister van justitie in Beieren, in die functie droeg hij bij aan de omvorming van het Duitse recht in een nationaalsocialistische rechtspraak. Later werd hij Gouverneur-Generaal van het inmiddels bezette Polen. Hij werd de “slachter van Polen” genoemd en is na de oorlog ter dood veroordeeld. |
| Hermann Becker-Freysing    | Duitsland        | 18 juli 1910      | 27 augustus 1961  | 10 jaar                                           | Coördineerde sinds 1941 het gehele "luftfahrtmedizinische" onderzoek van de luchtmacht. Voor de medische proeven gebruikte hij gevangenen uit de concentratiekampen, veroordeeld tot 20 jaar gevangenisstraf. Later werd dat omgezet naar 10 jaar. |
| Walther Funk               | Duitsland        | 18 augustus 1890  | 31 mei 1960       | levenslang                                        | Lid van de NSDAP, staatssecretaris van het ministerie van Propaganda. In 1938 werd hij Wirtschaftsbeauftragter, president van de Reichsbank, tot levenslange gevangenisstraf veroordeeld. |
| Ferdinand aus der Fünten   | Duitsland        | 17 december 1909  | 19 april 1989     | levenslang                                        | Hauptsturmführer bij de SS, ter dood veroordeeld, in 1951 omgezet in levenslang; een van de Vier van Breda. |
| Karl Gebhardt              | Duitsland        | 23 november 1897  | 2 juni 1948       | doodstraf                                         | Chirurg en de lijfarts van Heinrich Himmler, ter dood veroordeeld. |
| Albert Konrad Gemmeker     | Duitsland        | 27 september 1907 | 1982              | 10 jaar                                           | Kampcommandant van het kamp Westerbork. Lid van de NSDAP en de SS. In zijn periode als kampcommandant zijn er ongeveer tachtigduizend Joden naar de vernietigingskampen gestuurd. Hij werd veroordeeld tot 10 jaar gevangenisstraf. |
| Hermann Göring             | Duitsland        | 12 januari 1893   | 15 oktober 1946   | doodstraf, zelfmoord vóór executie                | Voerde in de Eerste Wereldoorlog het commando over het befaamde Richthofen-squadron. Enige tijd minister van Binnenlandse Zaken en minister voor de Luchtmacht, lid van de nationaalsocialistische NSDAP. Leider van de SA. Hij was de oprichter van de Gestapo en de Luftwaffe. Hij werd in Neurenberg weliswaar veroordeeld tot dood door de strop, maar pleegde zelfmoord door het innemen van cyaankali. |
| Amon Göth                  | Oostenrijk       | 12 november 1908  | 13 september 1946 | doodstraf                                         | Hauptsturmführer van de SS en commandant van het naziconcentratiekamp Plaszow. Hij werd ter dood veroordeeld. |
| Irma Grese                 | Duitsland        | 7 oktober 1923    | 13 december 1945  | doodstraf                                         | Leidinggevende SS-kampbewaakster in de concentratiekampen Ravensbrück, Auschwitz en Bergen-Belsen gedurende de Tweede Wereldoorlog. Zij werd veroordeeld tot de dood door ophanging. |
| Hermann Hackmann           | Duitsland        | 11 oktober 1913   | 20 augustus 1994  | levenslang                                        | SS'er die de leiding had in het concentratiekamp Majdanek in Polen, maar ook werkzaam was in Buchenwald en Sachsenhausen. Eerst veroordeeld tot de doodstraf, omgezet in levenslang. In 1981 werd hij tot tien jaar gevangenisstraf veroordeeld wegens medeplichtigheid aan moord op 141 mensen in Majdanek. |
| Herbert Hagen              | Duitsland        | 20 september 1913 | 7 augustus 1999   | levenslang                                        | Lid van de SS en ging ook werken voor de SD (SD-chef in Bordeaux). Politieke assistent van Karl Oberg. In 1955 werd hij bij verstek veroordeeld tot levenslange dwangarbeid. In 1980 veroordeeld tot een gevangenisstraf van twaalf jaren. |
| Karl Hass                  | Duitsland        | 5 oktober 1912    | 21 april 2004     | levenslang                                        | SS-officier, betrokken bij de moordpartij op 335 Italiaanse burgers in de Ardeatine-grotten. In 1998 is hij in Italië veroordeeld tot een levenslange gevangenisstraf. |
| Ernst Heinrichsohn         | Duitsland        | 1920              | 1994              | 6 jaar                                            | Lid van de Gestapo, benoemd tot adjudant van Theo Dannecker, de Gestapo-chef voor 'Joodse zaken' in Parijs. Later adjudant van Kurt Lischka. In 1956 bij verstek veroordeeld tot de doodstraf door de rechtbank in Parijs, in 1980 werd hij veroordeeld tot een gevangenisstraf van zes jaren in Keulen. |
| Koki Hirota                | Japan            | 14 februari 1878  | 23 december 1948  | doodstraf                                         | Diplomaat en politicus. Werd tijdens het Proces van Tokio ter dood veroordeeld voor oorlogsmisdaden. |
| Otto Hofmann               | Duitsland        | 6 maart 1896      | 31 december 1982  | 25 jaar                                           | Maakte tijdens de naziperiode deel uit van het ministerie voor Rassenvestiging, lid van de SS (SS-Gruppenführer en hoofd van de RuSHA (Ras en Vestigingsbureau)). In 1948 werd hij veroordeeld tot 25 jaar gevangenisstraf. |
| Dirk Hoogendam             | Nederland        | 18 mei 1922       | 8 augustus 2003   | levenslang                                        | Alias “de Bokser”. SS'er, tijdens Tweede Wereldoorlog vooral actief het zuiden van Drenthe. Daar werden Joden en verdachten van verzetsactiviteiten in elkaar geslagen. Kreeg levenslang maar ontkwam daaraan door in 1946 naar Duitsland te vluchten. |
| Masaharu Homma             | Japan            | 27 november 1887  | 3 april 1946      | doodstraf                                         | Luitenant-generaal die de Filipijnen veroverde. Werd door een Amerikaanse militaire rechtbank schuldig bevonden voor oorlogsmisdaden tijdens de Dodenmars van Bataan en ter dood veroordeeld. |
| Rudolf Höss                | Duitsland        | 25 november 1900  | 16 april 1947     | doodstraf                                         | Van 1934 tot 1938 werkzaam in concentratiekamp Dachau, later kampcommandant van het vernietigingskamp Auschwitz. Veroordeeld tot de doodstraf. |
| Alfred Jodl                | Duitsland        | 10 mei 1890       | 16 oktober 1946   | doodstraf                                         | Lid van de NSDAP, chef Operaties binnen het OKW. In 1944 werd hij kolonel-generaal. Hij werd ter dood veroordeeld. In maart 1953 oordeelde een Duitse arbitrale commissie dat hij zich niet schuldig had gemaakt aan oorlogsmisdaden maar slechts zijn plicht had gedaan en daarbij geen oorlogsmisdaden had begaan. Later, in september van dat jaar, werd onder druk van de Amerikanen het advies van de commissie door de Beierse minister voor politieke bevrijding herroepen. |
| Ernst Kaltenbrunner        | Oostenrijk       | 4 oktober 1903    | 16 oktober 1946   | doodstraf                                         | Staatssecretaris voor veiligheidszaken in de regering van Arthur Seyss-Inquart. Later tot Höhere SS- und Polizeiführer Donau benoemd. In deze functie had hij de leiding over de gehele SS van het Oostenrijkse deel van het Duitse Rijk. Hij klom op tot SS-Obergruppenführer en General der Polizei, later General der Waffen-SS. Hij werd veroordeeld tot de dood door de strop. |
| Abraham Kaper              | Nederland        | 9 mei 1890        | 29 juni 1949      | doodstraf                                         | SD'er, betrokken bij martelingen. Ter dood veroordeeld en geëxecuteerd. |
| Wilhelm Keitel             | Duitsland        | 22 september 1882 | 16 oktober 1946   | doodstraf                                         | Chef van het opperbevel van de Duitse strijdkrachten (het Oberkommando der Wehrmacht) en veldmaarschalk (Generalfeldmarschall) tijdens de Tweede Wereldoorlog, veroordeeld tot de doodstraf. |
| Woldemar Klingelhöfer      | Duitsland        | 4 april 1900      | rond 1980         | levenslang                                        | In dienst bij de SD. Begin juli 1941 had hij het bevel over het Vorkommando Moskau van Einsatgruppe B. Kreeg eerst de doodstraf, later omgezet in levenslang. |
| Helmut Knochen             | Duitsland        | 14 maart 1910     | 4 april 2003      | levenslang                                        | Plaatsvervangend commandant van de Sicherheitspolizei (Sipo) en de geheime dienst. Twee keer tot de dood veroordeeld, maar uiteindelijk kreeg hij levenslang. |
| Joseph Kotalla             | Duitsland        | 14 juli 1908      | 31 juli 1979      | levenslang                                        | Hoofd van de administratie in Kamp Amersfoort, de “Beul van Amersfoort”. Werd ter dood veroordeeld, in 1951 omgezet in levenslange gevangenisstraf. Een van de Vier van Breda. |
| Joseph Kramer              | Duitsland        | 10 november 1906  | 13 december 1945  | doodstraf                                         | Concentratiekampcommandant in onder meer Bergen-Belsen. Werd ter dood veroordeeld. |
| Maarten Kuiper             | Nederland        | 30 november 1898  | 30 augustus 1948  | doodstraf                                         | SD'er, betrokken bij martelingen. Ter dood veroordeeld en geëxecuteerd. |
| Hildegard Lächert          | Oostenrijk       | 20 januari 1920   | 1995              | 12 jaar                                           | “Bloedige Brigitte”, vrouwelijke SS'er, cipier in het concentratiekamp Ravensbrück, Aufseherin in het concentratiekamp Majdanek en actief in Plaszów en Auschwitz-Birkenau. Eerst in Polen veroordeeld tot een gevangenisstraf van 15 jaren. Later bij het Majdanekproces werd ze veroordeeld tot 12 jaar gevangenisstraf. |
| Willy Lages                | Duitsland        | 5 oktober 1901    | 2 april 1971      | levenslang                                        | SS-Sturmbannführer, hoofd van de SD in Amsterdam. Leidinggevende van de Zentralstelle für jüdische Auswanderung. Door het Amsterdams bijzonder gerechtshof ter dood veroordeeld maar omdat Koningin Juliana weigerde dit doodvonnis te ondertekenen werd dit omgezet in een levenslange gevangenisstraf. Kwam als eerste van de Vier van Breda vrij. |
| Robert Lehnhoff            | Duitsland        | 11 augustus 1906  | 24 juli 1950      | doodstraf                                         | SD'er alias de “Beul van Groningen”, betrokken bij martelingen. Ter dood veroordeeld en geëxecuteerd. |
| Arthur Liebehenschel       | Duitsland        | 25 november 1901  | 24 januari 1948   | doodstraf                                         | Lid van de NSDAP en de SS. Hij werd SS-Obersturmbannführer en een van de commandanten van het concentratiekamp Auschwitz. Hij werd ter dood veroordeeld. |
| Kurt Lischka               | Duitsland        | 16 augustus 1909  | 1987              | 10 jaar                                           | SS-Obersturmbannführer en Gestapo-chef in Parijs, in 1950 bij verstek veroordeeld tot een levenslange gevangenisstraf door een Franse militaire rechtbank. In 1980 werd hij veroordeeld tot een gevangenisstraf van 10 jaar. |
| Jacob Luitjens             | Nederland        | 18 april 1919     | 14 december 2022  | levenslang                                        | “De schrik van Roden”, fanatieke NSB'er die anderen actief voor de beweging probeerde te winnen. In 1944 lid van de Landwacht. Vele onderduikers en verzetsstrijders wist hij op te sporen. Bij verstek veroordeeld tot levenslange gevangenisstraf. Hij emigreerde naar Canada maar verloor er na jaren zijn Canadese nationaliteit. Daarna in Nederland veroordeeld tot een gevangenisstraf van 28 maanden die hij tot maart 1995 uitzat in de gevangenis van Veenhuizen. |
| Elizabeth Lupka            | Duitsland        | 27 oktober 1902   | 8 januari 1949    | doodstraf                                         | SS-lid, SS-Aufseherin in het vernietigingskamp van KZ Auschwitz-Birkenau. Lupka sloeg en mishandelde zowel vrouwen als kinderen met haar met ijzer verstevigde zweep en nam enthousiast deel aan de selecties, waar ze haar hulpeloze slachtoffers naar de gaskamers zond. Veroordeeld tot de doodstraf. |
| Iwane Matsui               | Japan            | 27 juli 1878      | 23 december 1948  | doodstraf                                         | Generaal en commandant van de Japanse invasiemacht tijdens Tweede Sino-Japanse Oorlog. Werd tijdens het Proces van Tokio schuldig bevonden voor zijn (omstreden) rol in het Nanjing-incident en ter dood veroordeeld. |
| Pieter Menten              | Nederland        | 26 mei 1899       | 14 november 1987  | 10 jaar                                           | Lid van de SS. Aanvankelijk hielp hij de bezetter als tolk, later hielp hij bij het uitkiezen van Joodse families voor executie, kunstroof en andere activiteiten van de nazi's in Polen. Menten zou als lid van de Einsatzgruppe zur besonderen Verwendung deelgenomen hebben aan massamoorden op de joodse bevolking van de dorpjes Podhorodce en Urycz in Oost-Galicië, Polen. Veroordeeld tot tien jaar gevangenisstraf en honderdduizend gulden boete. |
| Kurt Meyer                 | Duitsland        | 23 december 1910  | 23 december 1961  | levenslang                                        | Generaal-majoor van de Waffen-SS. Werd aangeklaagd voor het neerschieten van krijgsgevangenen in onder andere Normandië en ter dood veroordeeld. De doodstraf werd omgezet in levenslang, maar werd in 1954 vrijgelaten. Meyer stierf in 1961 aan een hartaanval. |
| Désiré Munyaneza           | Rwanda           | 1966              |                   | levenslang                                        | In 2009 tot levenslange gevangenisstraf veroordeeld wegens oorlogsmisdaden en misdaden tegen de menselijkheid tijdens de Rwandese genocide in 1994. |
| Draža Mihailovic           | Servië           | 27 april 1893     | 17 juli 1946      | doodstraf                                         | Leider van de Cetniks, een nationalistische verzetsbeweging, wegens collaboratie veroordeeld tot de doodstraf. |
| Konstantin von Neurath     | Duitsland        | 2 februari 1873   | 14 augustus 1956  | 15 jaar                                           | Minister van Buitenlandse Zaken in het kabinet- Von Papen en behield die post onder von Schleicher en daarna onder Hitler. Hij werd na Hitlers machtsovername tevens lid van de NSDAP. In 1937 werd hij SS Gruppenführer. Veroordeeld tot 15 jaar gevangenisstraf. |
| Karl Oberg                 | Duitsland        | 27 januari 1897   | 3 juni 1965       | levenslang                                        | SS-Obergruppenführer en hoofd van de politie in Frankrijk, was actief betrokken bij de uitvoering van de Holocaust. Ter dood veroordeeld maar deze straf werd in 1958 omgezet in levenslang. |
| Josef Oberhauser           | Duitsland        | 21 januari 1915   | 22 november 1979  | levenslang                                        | SS-Oberscharführer, van de bewaking in Belzec. In 1948 door een tribunaal van de Sovjet-Unie in Maagdenburg veroordeeld tot 15 jaar gevangenisstraf. In 1965 door een rechtbank in München veroordeeld wegens medeplichtigheid aan volkerenmoord, veroordeeld tot 4 jaar 6 maanden gevangenisstraf. Ten slotte in 1976 door een Italiaanse rechtbank bij verstek veroordeeld tot een levenslange gevangenisstraf wegens oorlogsmisdrijven. |
| Alice Orlowski             | Duitsland        | 30 september 1903 | 1976              | levenslang                                        | Aufseherin in het concentratiekamp Majdanek, waar ze uiteindelijk Kommandoführerin werd. Twee jaar later werd ze overgeplaatst naar het concentratiekamp Plaszow en vervolgens Auschwitz-Birkenau. Veroordeeld tot levenslang. |
| Maurice Papon              | Frankrijk        | 3 september 1910  | 17 februari 2007  | 10 jaar                                           | Secretaris-generaal voor Politie, Financiën, Gezondheid, Jeugd en Transport, en in die bevoegdheid verantwoordelijk voor de deportatie van 1560 Joden en droeg de verantwoordelijkheid voor de dood van ongeveer tweehonderd demonstranten. Veroordeeld tot tien jaar gevangenisstraf. |
| Erich Priebke              | Duitsland        | 29 juli 1913      | 11 oktober 2013   | levenslang                                        | Betrokken bij de moordpartij in de Ardeatine-grotten. In 1998 werd hij tot een levenslange gevangenisstraf veroordeeld. |
| Vidkun Quisling            | Noorwegen        | 18 juli 1887      | 24 oktober 1945   | doodstraf                                         | Nationaalsocialist, collaborateur en leider van de Noorse partij Nasjonal Samling (Nationale Eenheid) in Noorwegen. Ter dood veroordeeld. |
| Erich Johann Albert Raeder | Duitsland        | 24 april 1876     | 6 november 1960   | levenslang                                        | Diende in de Eerste Wereldoorlog onder admiraal Franz von Hipper, werd in 1928 opperbevelhebber van de Duitse Kriegsmarine met de rang van admiraal. Zijn marine speelde een belangrijke rol bij de verovering van Denemarken en Noorwegen in 1940. Daarna kreeg hij de taak om de Duitse wateren te beschermen tegen de geallieerden en trans-Atlantische konvooien naar Engeland en, vanaf juni 1941, de Sovjet-Unie aan te vallen. Tot levenslange gevangenisstraf veroordeeld. |
| Hanns Albin Rauter         | Duitsland        | 4 februari 1895   | 25 maart 1949     | doodstraf                                         | Op 23 mei 1940 tot Generalkommissar für das Sicherheitswesen alsmede tot Höherer SS- und Polizeiführer Nordwest benoemd. Verantwoordelijk voor de deportaties van de Joden naar de concentratie- en vernietigingskampen, de bestrijding van het Nederlandse verzet en de verplichte tewerkstelling van ongeveer 300.000 mannen in Duitsland. Berucht door het bloedig neerslaan van de Februaristaking van 25 februari 1941. Op 26 februari werd deze staking door de SS neergeslagen onder het uitroepen van de noodtoestand en het toepassen van het standrecht. Ter dood veroordeeld. |
| Joachim von Ribbentrop     | Duitsland        | 30 april 1893     | 16 oktober 1946   | doodstraf                                         | Van 1938 tot 1945 minister van Buitenlandse Zaken onder Adolf Hitler. Een van zijn belangrijkste wapenfeiten was wel het non-agressieverdrag dat hij in 1939 met Stalin afsloot. Hij werd in 1946 te Neurenberg ter dood veroordeeld en nog datzelfde jaar opgehangen. |
| Elfriede Lina Rinkel       | Duitsland        | 14 juli 1922      | juli 2018         | sepot                                             | Kampbewaakster van de SS in het concentratiekamp Ravensbrück tijdens de Tweede Wereldoorlog. Week in 1950 uit naar de V.S en trouwde daar met een Joodse man. Werd na het overlijden van haar man (in 2004) uitgeleverd aan Duitsland, waar na gebrekkig onderzoek vervolging werd gestaakt. |
| Alfred Rosenberg           | Duitsland        | 12 januari 1893   | 16 oktober 1946   | doodstraf                                         | Sloot zich aan bij het 'arische' Thule-Gesellschaft, een Germaans/Arische organisatie. Lid van de NSDAP, minister van het Oosten (dat wil zeggen de Duitse bezette gebieden in Oost-Europa). Ter dood veroordeeld. |
| Friedrich Wilhelm Ruppert  | Duitsland        | 2 februari 1905   | 29 mei 1946       | doodstraf                                         | SS'er die verantwoordelijk was voor de uitvoering van executies in concentratiekamp Dachau. Ter dood veroordeeld. |
| Hermine Ryan-Braunsteiner  | Oostenrijk       | 16 juli 1919      | 19 april 1999     | levenslang                                        | SS-kampbewaakster in de concentratiekampen Ravensbrück en Majdanek. Ze had als bijnaam de “Schoppende Merrie”. Ze is tweemaal tot levenslang veroordeeld voor de moord op meer dan 1000 mensen. |
| Dinko Šakic                | Kroatië          | 8 september 1921  | 20 juli 2008      | 20 jaar                                           | Commandant van het Kroatische concentratiekamp Jasenovac. Veroordeeld tot twintig jaar gevangenisstraf. |
| Fritz Sauckel              | Duitsland        | 27 oktober 1894   | 16 oktober 1946   | doodstraf                                         | Een van de eerste leden van de NSDAP. Generalbevollmächtiger (Algemeen Gevolmachtigde) van de Arbeitseinsatz (Arbeidsinzet). In die rol droeg hij de medeverantwoordelijkheid (samen met Robert Ley) voor de inzet van dwangarbeiders voor de Duitse oorlogseconomie. Ter dood veroordeeld. |
| Anthony Sawoniuk           | Polen            | 7 maart 1921      | 6 november 2005   | levenslang                                        | Diende in 1944 en 1945 in een Wit-Russische Waffen-SS eenheid in Italië. Veroordeeld tot tweemaal levenslange gevangenisstraf voor de moord op 2 Joden in de Brest Belarus. |
| Baldur von Schirach        | Duitsland        | 9 mei 1907        | 8 augustus 1974   | 20 jaar                                           | Sloot zich in 1924 aan bij een nationalistische jeugdbeweging en in 1925 bij de NSDAP. In 1931 werd hij benoemd tot Reichsjugendführer. Verantwoordelijk voor de indoctrinatie van de Duitse jeugd met extreem-nationalistische en antisemitische ideeën, alsmede met de persoonsverheerlijking van Adolf Hitler. Von Schirach werd in 1936 tevens rijksminister van jeugdzaken. Als gouwleider van Wenen was von Schirach verantwoordelijk voor de deportatie van 185.000 Joden. Tot 20 jaar gevangenisstraf veroordeeld. |
| Philipp Schmitt            | Duitsland        | 20 november 1902  | 9 augustus 1950   | doodstraf                                         | Kampcommandant van het Fort van Breendonk. Hij werd lid van de Bund Oberland, een rechts-extremistische groepen die o.a. heeft deelgenomen aan de mislukte Bierhalle putsch. lid van de nazipartij NSDAP. Later van de knokploeg SA en bij de SS. Benoemd tot SS-Sturmbannführer bij de SD in Brussel. Ter dood veroordeeld. |
| Karl Eberhard Schöngarth   | Duitsland        | 22 april 1903     | 15 mei 1946       | doodstraf                                         | Bevelhebber van de Sicherheitspolizei en van de Sicherheitsdienst. Deed mee aan de Kapp-putsch. In 1922 trad hij toe tot de NSDAP en de Sturmabteilung (SA). Ook was hij lid van de SS, waarbij hij steeds in rang promoveerde tot uiteindelijk SS-Oberführer in januari 1941 en twee jaar later tot SS-Brigadeführer. Veroordeeld tot de doodstraf. |
| Josef Schwammberger        | Oostenrijk       | 14 februari 1912  | 3 december 2004   | levenslang                                        | Beging zware oorlogsmisdaden in de Poolse stad Kraków. Tijdens de Tweede Wereldoorlog was hij lid van de SS en in die hoedanigheid was hij commandant van diverse dwangarbeidskampen. Hij werd veroordeeld tot levenslange gevangenisstraf. |
| Arthur Seyss-Inquart       | Oostenrijk       | 22 juli 1892      | 16 oktober 1946   | doodstraf                                         | Minister van binnenlandse zaken in het Oostenrijkse kabinet van Kurt Schuschnigg, speelde een belangrijke rol bij de Anschluss. In 1940 werd hij rijkscommissaris in het bezette Nederland. Verantwoordelijk voor de deportatie van meer dan honderdduizend Joden naar de concentratiekampen en vernietigingskampen. Werd in Neurenberg ter dood veroordeeld. |
| Toon Soetebier             | Nederland        | 1921              | 26 mei 2006       | levenslang                                        | Pleegde als (ex-)SS-officier uit Coevorden tijdens de Tweede Wereldoorlog verscheidene oorlogsmisdaden. Zo was hij bewaker in het Kamp Erika bij Ommen waar hij onderduikers en Joden folterde. De doodstraf die hij vlak na de oorlog bij verstek kreeg, werd in 1949 omgezet in levenslang. Later werd hij gepakt en gevangengezet in de gevangenis van Breda. Hieruit ontsnapte hij in 1952. |
| Kenichi Sonei              | Japan            | ?                 | 7 december 1946   | doodstraf                                         | Kapitein en een gewelddadig kampcommandant. Werd door een Temporaire Krijgsraad schuldig bevonden aan systematische terreur, slechte behandeling van krijgsgevangenen en slechte behandeling van geïnterneerde burgers en werd ter dood veroordeeld. |
| Johann Friedrich Stöver    | Duitsland        | 9 augustus 1899   | 1981              | 23 jaar                                           | Was tijdens de Tweede Wereldoorlog SS-Schutzhaftlagerführer I in kamp Amersfoort. Eerder commandant geweest van kamp Schoorl. Na de oorlog werd Stöver veroordeeld tot levenslange gevangenschap. Zijn straf werd omgezet in 23 jaar, en in 1960 kwam hij op vrije voeten. |
| Albert Speer               | Duitsland        | 19 maart 1905     | 1 september 1981  | 20 jaar                                           | Architect van het Derde Rijk, een van de machtigste mannen van het Derde Rijk. Lid van de NSDAP. Rijksminister voor Bewapening en Munitie. Veroordeeld tot 20 jaar gevangenisstraf. Vooral vanwege het feit, dat onder zijn leiding één miljoen van de in totaal zes miljoen dwangarbeiders uit de bezette gebieden tijdens de oorlogsjaren in de wapenindustrie te werk waren gesteld. Van alle veroordeelde nazikopstukken was hij de enige die schuld bekende. |
| Franz Stangl               | Oostenrijk       | 26 maart 1908     | 28 juni 1971      | levenslang                                        | Tot 1942 kampcommandant namens de SS van het vernietigingskamp Sobibór en werd daarna commandant van het vernietigingskamp Treblinka. In 1970 veroordeeld tot een levenslange gevangenisstraf wegens medeplichtigheid aan de moord op negenhonderdduizend mensen. |
| Julius Streicher           | Duitsland        | 12 februari 1885  | 16 oktober 1946   | doodstraf                                         | Stichtte na de Eerste Wereldoorlog een antisemitische partij (Deutsch-Sozialistische Partei) die hij in 1922 liet opgaan in Hitlers NSDAP (partijsecretaris). Schreef anti-joodse artikelen in Der Stürmer. Voerde zodoende een eindeloze hetze tegen de Joden. In Neurenberg werd hij medeverantwoordelijk gesteld voor de dood van miljoenen en ter dood veroordeeld. |
| Jürgen Stroop              | Duitsland        | 26 september 1895 | 6 maart 1952      | doodstraf                                         | Gaf leiding aan het neerslaan van de opstand in het getto van Warschau in 1943. In 1947 werd hij door de Amerikanen ter dood veroordeeld en vervolgens uitgeleverd aan Polen, waar hij hetzelfde vonnis kreeg en werd geëxecuteerd. |
| Hideki Tojo                | Japan            | 30 december 1884  | 23 december 1948  | doodstraf                                         | Had een succesvolle carrière binnen het Japanse Keizerlijke Leger, werd in 1933 bevorderd tot generaal-majoor, stond in 1935 aan het hoofd van de Kempeitai van het in Mantsjoerije gelegerde Kanto-leger. In 1936 werd hij bevorderd tot luitenant-generaal. In 1937 werd hij benoemd tot stafchef van het Kanto-leger. Tojo was een aanhanger van de 'Groot-Oost-Aziatische Gedachte' en behoorde tot de kliek die Japan in oorlog stortte. In de laatste kabinetten van premier Fumimaro Konoe was hij minister van Oorlog (vanaf februari 1941). Hij wordt verantwoordelijk gehouden voor de dood van bijna 4 miljoen Chinezen, en het goedkeuren van biologische experimenten op krijgsgevangenen. Kreeg de doodstraf. |
| Paul Touvier               | Frankrijk        | 3 april 1915      | 17 juli 1996      | levenslang                                        | Veroordeeld tot een levenslange gevangenisstraf wegens de moord op zeven Joden in Rillieux-la-Pape, vlak bij Lyon. |
| Dieter Wisliceny           | Duitsland        | 13 januari 1911   | 27 februari 1948  | doodstraf                                         | Werd in 1933 lid van de NSDAP en in 1934 van de SS en de SD. Wisliceny werd in 1940 bevorderd tot SS-Hauptsturmführer. Op voordracht van Adolf Eichmann ging hij in 1940 als vertegenwoordiger van het Reichssicherheitshauptamt IV A 4 naar Bratislava, waar hij werkte als adviseur in joodse aangelegenheden voor de Slowaakse regering. Wisliceny was tot september 1944 voor de deportatie van Slowaakse, Griekse en Hongaarse Joden verantwoordelijk. Ter dood veroordeeld. |
| Karl Wolff                 | Duitsland        | 13 mei 1900       | 17 juli 1984      | 15 jaar                                           | Lid van de NSDAP en van de SS. In juli 1943 werd hij door Heinrich Himmler tot de hoogste Polizeiführer en SS'er van Italië benoemd. veroordeeld tot vijf jaren gevangenisstraf. Later veroordeeld tot 15 jaren gevangenisstraf door de rechtbank van München, wegens medeplichtigheid aan de moord op 300.000 Joden. |
| Fernand Wyss               | België           | 2 januari 1920    | 12 april 1947     | doodstraf                                         | Bewaker van het Belgische doorgangskamp Fort van Breendonk. Op 7 mei 1946 werd hij door de Krijgsraad van Mechelen ter dood veroordeeld voor de moord of doodslag op 16 mensen en de mishandeling van 167 gevangenen. |
| Tomoyuki Yamashita         | Japan            | 8 november 1885   | 23 februari 1946  | doodstraf                                         | Generaal van het Japanse Keizerlijke Leger met als bijnaam “Tijger van Malaya” wegens zijn verovering van de Britse kolonies Malaya en Singapore in 1942. Werd door een Amerikaans militaire commissie wegens oorlogsmisdaden berecht voor zijn vermeende aandeel in wat bekend zou worden als het Bloedbad van Manilla en ter dood veroordeeld. |

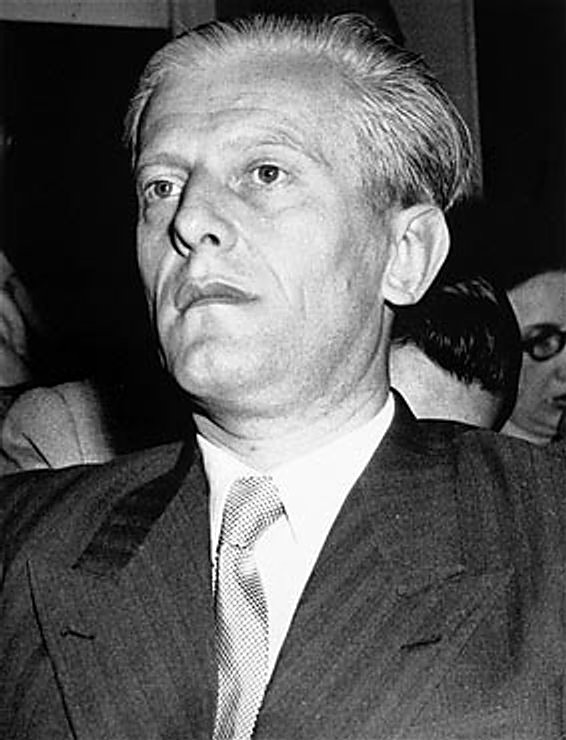
Otto Abetz
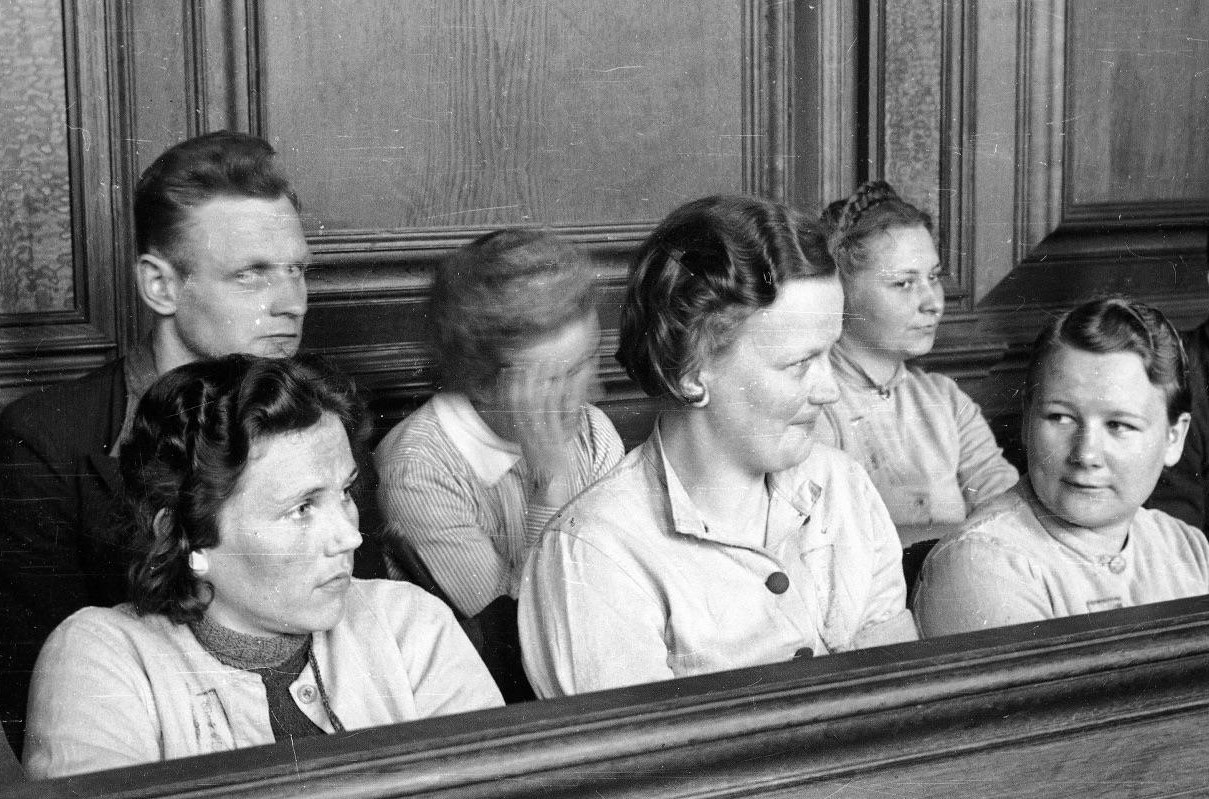
Barkmann (2e rij rechts) tijdens haar proces.
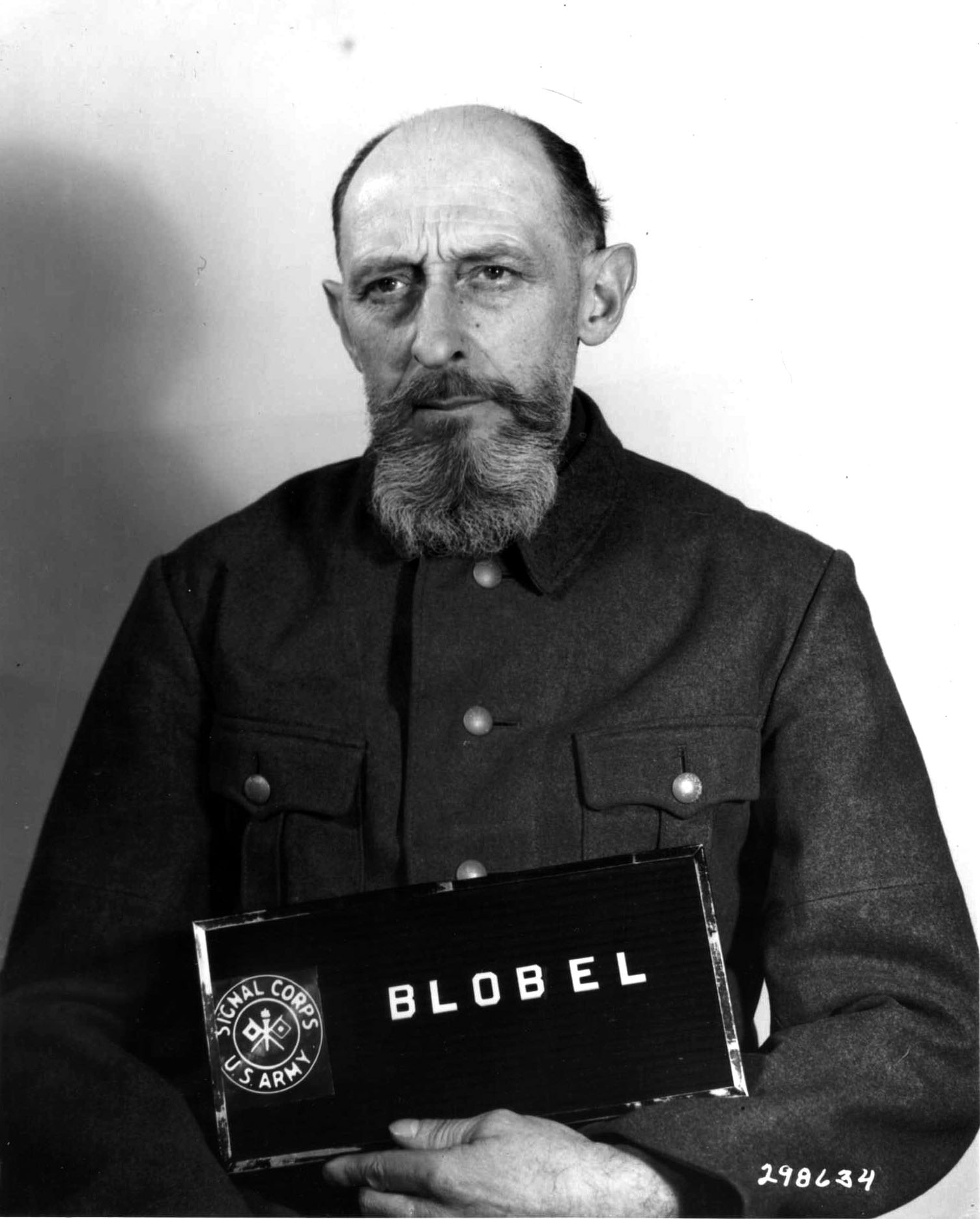
Paul Blobel
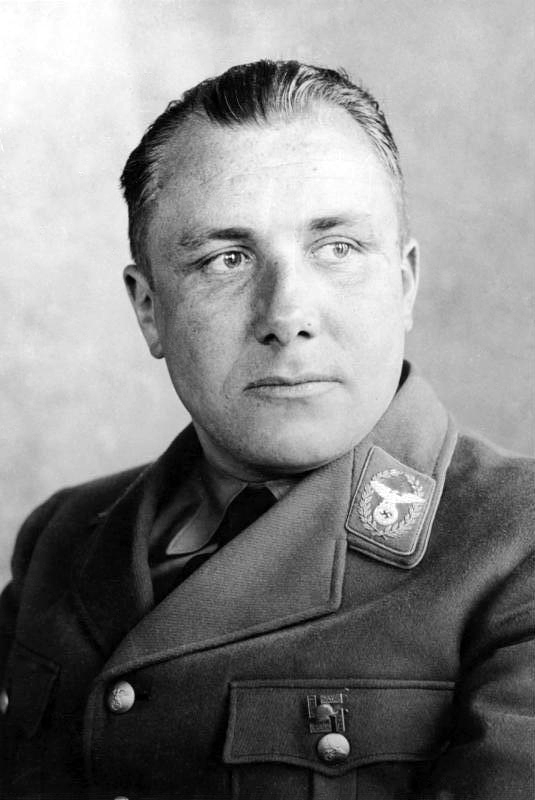
Martin Bormann
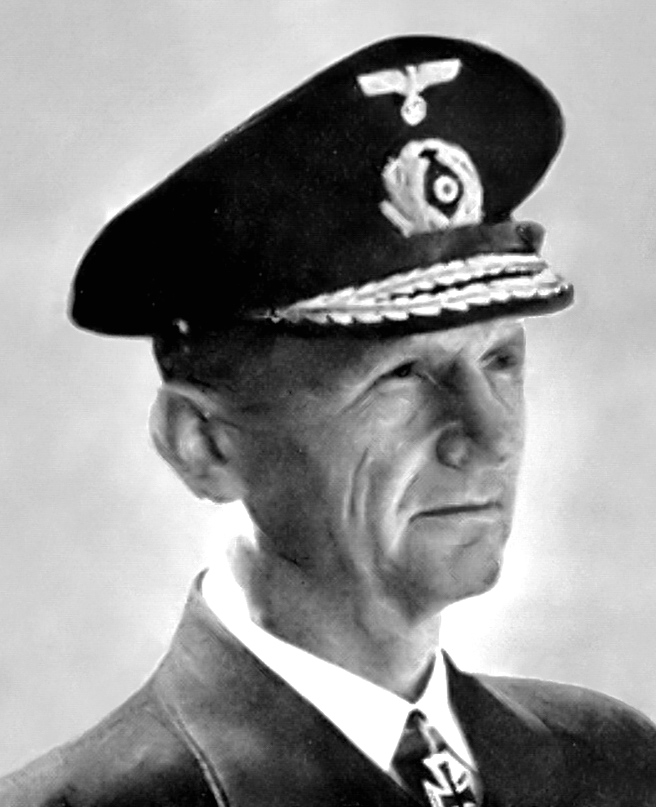
Karl Dönitz
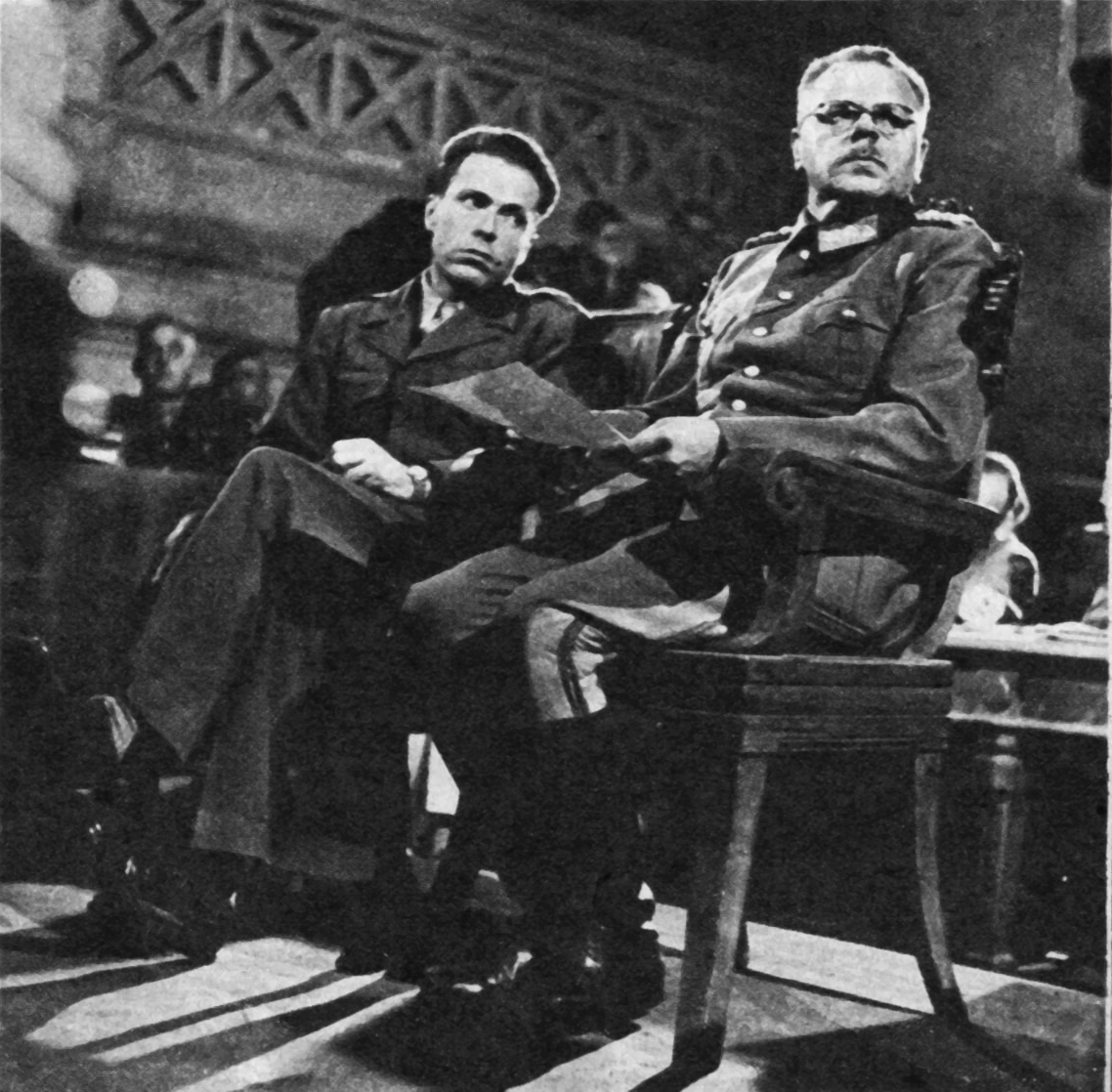
Anton Dostler
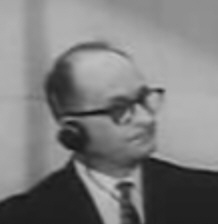
Adolf Eichmann tijdens het proces
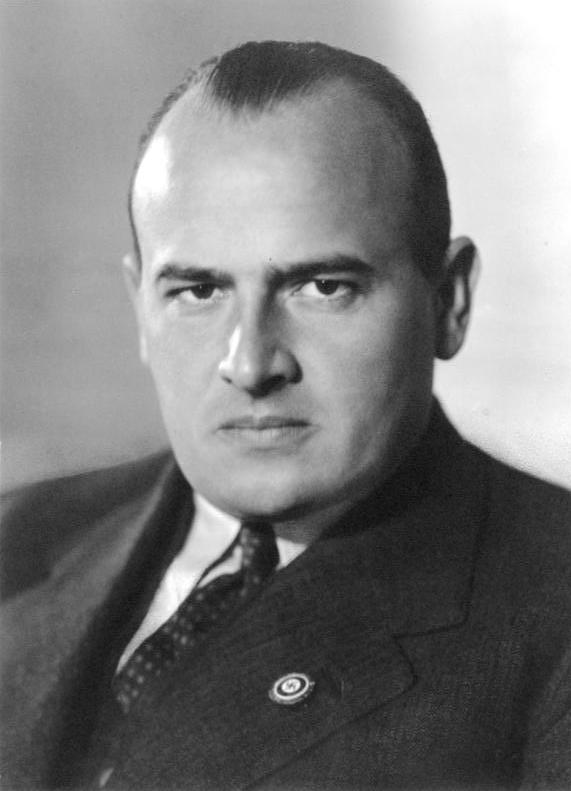
Hans Frank (1939)
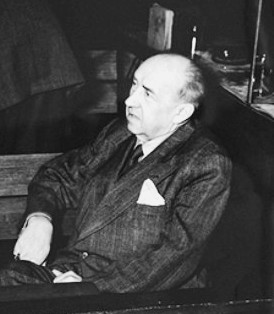
Walter Funk in de beklaagdenbank op het Proces van Neurenberg
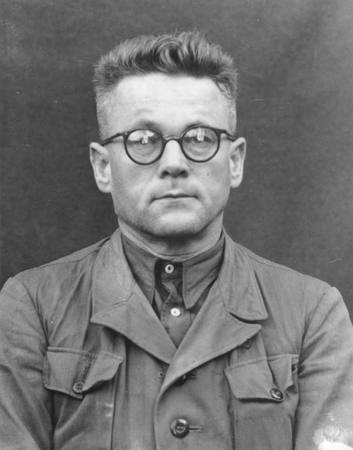
Karl Gebhardt tijdens de Neurenbergse processen tegen nazi-artsen
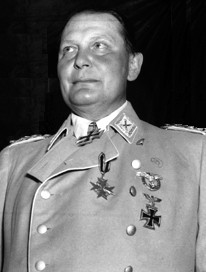
Hermann Göring
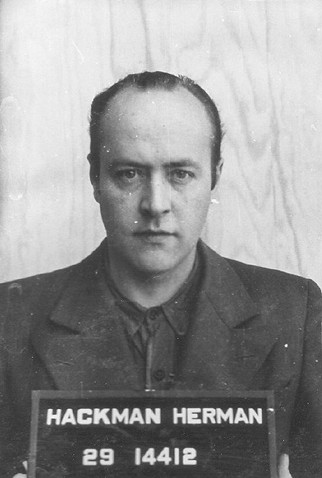
Hermann Hackmann in Amerikaanse gevangenschap
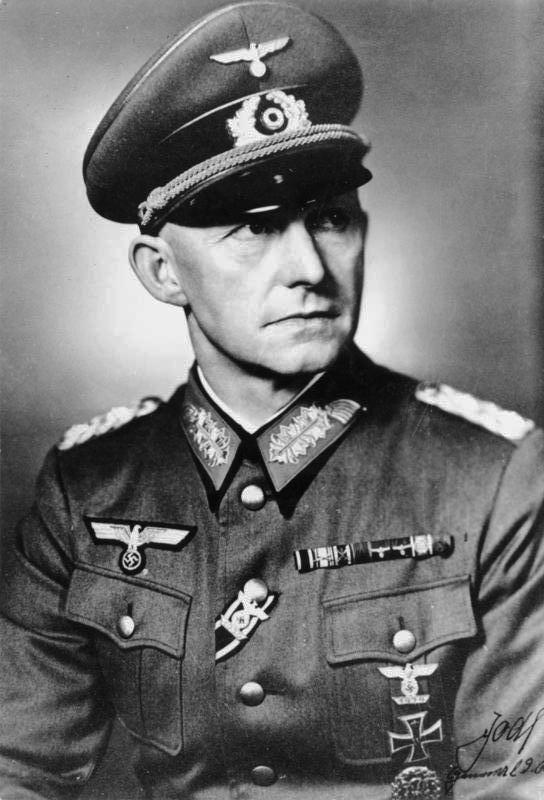
Alfred Jodl
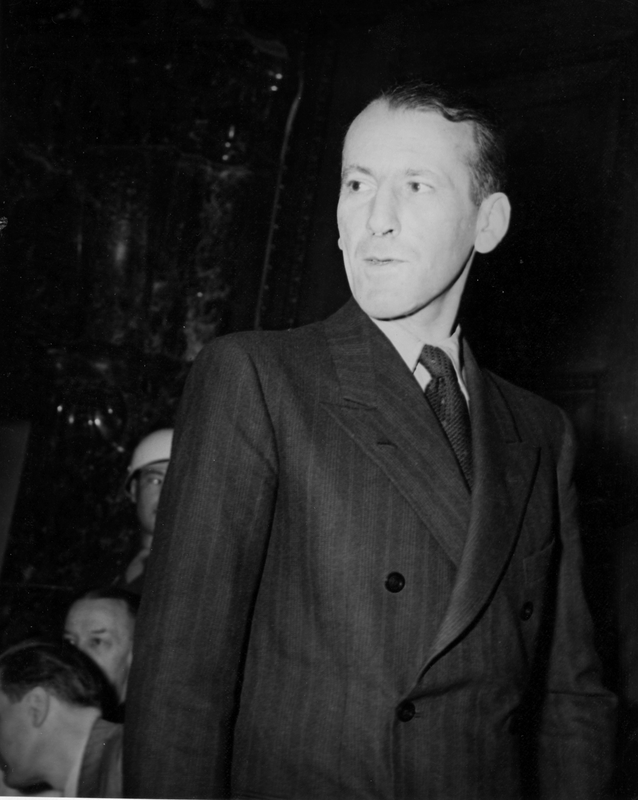
Ernst Kaltenbrunner tijdens het proces in Neurenberg
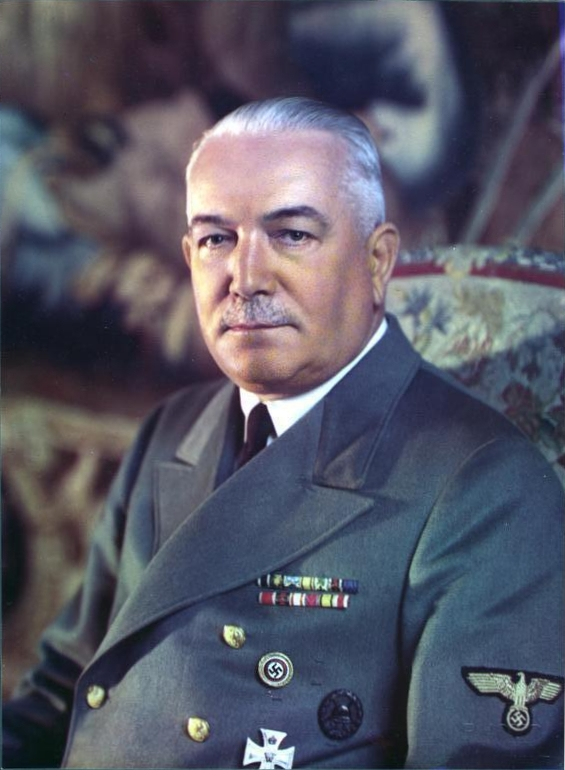
Konstantin von Neurath in het uniform van Rijksprotector van Bohemen en Moravië, 1939
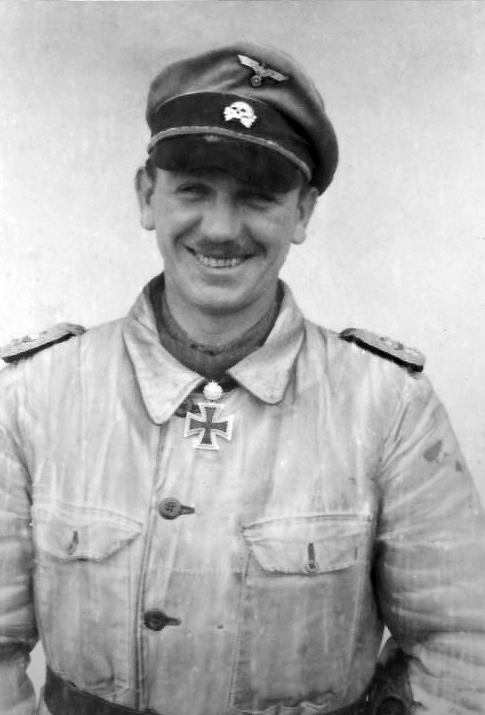
Kurt Meyer, 1943
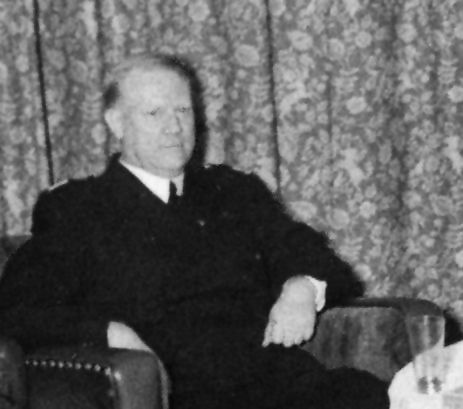
Vidkun Quisling in Oslo 1942
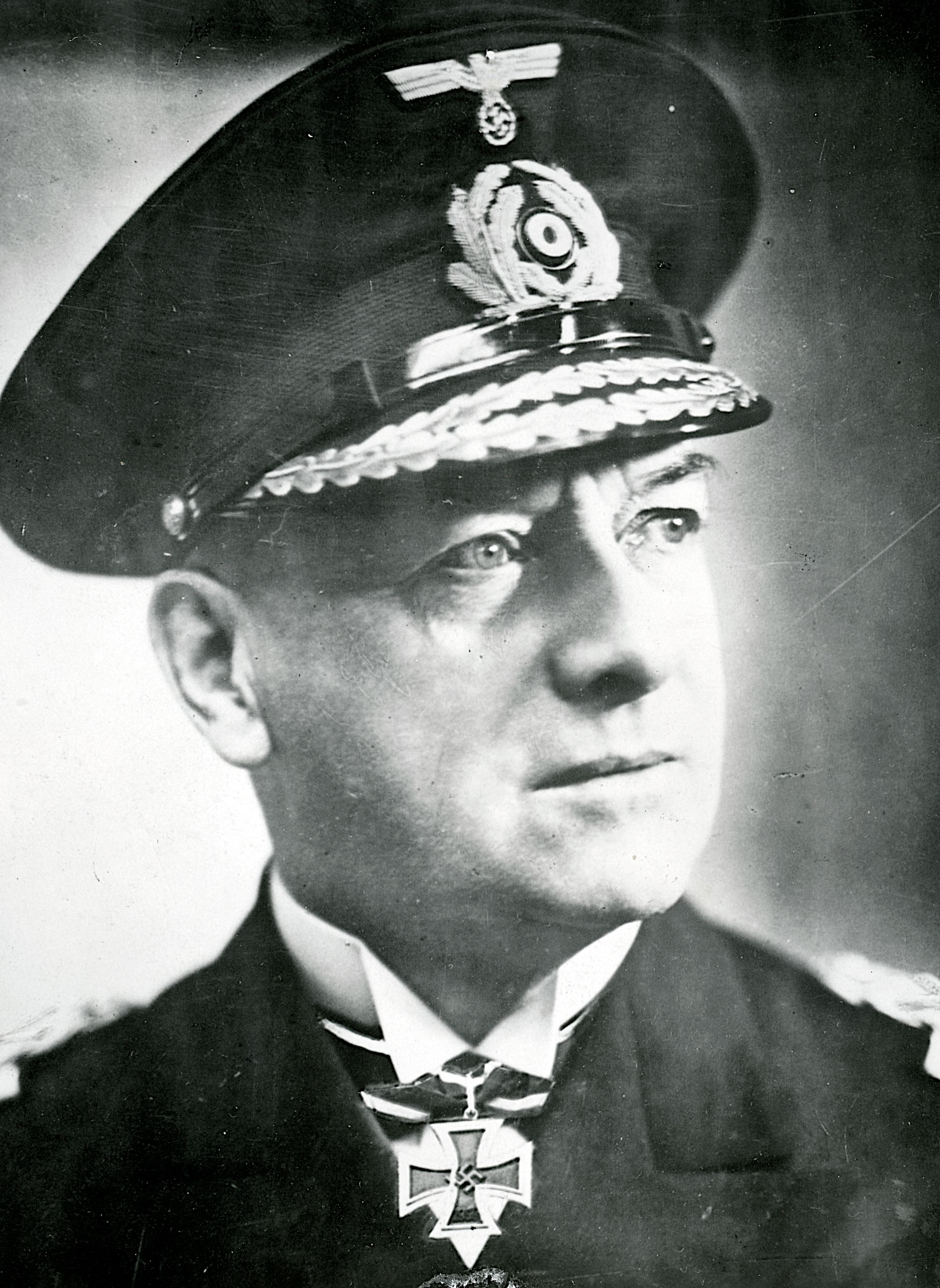
Erich Raeder
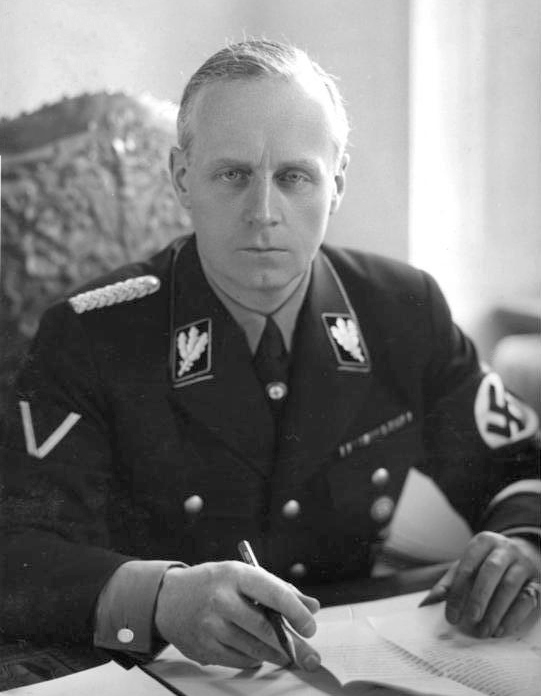
Joachim von Ribbentrop
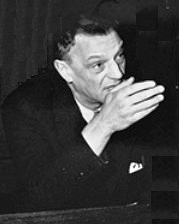
Arthur Seyss-Inquart als aangeklaagde tijdens een schorsing van zijn proces in Neurenberg
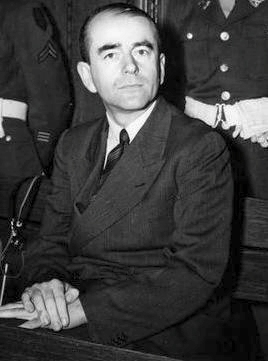
Albert Speer op het Proces van Neurenberg in 1946
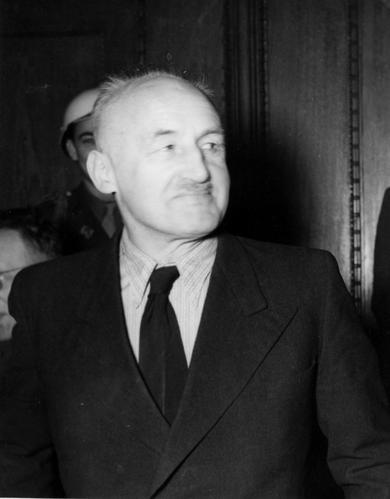
Julius Streicher op het Proces van Neurenberg
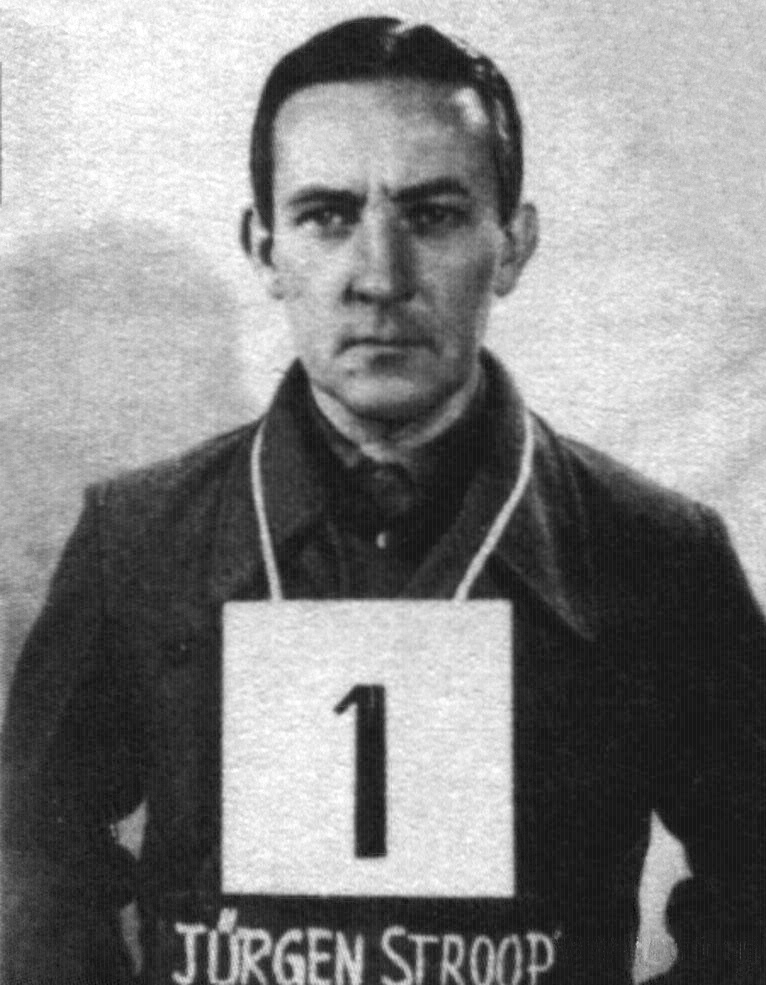
Jurgen_Stroop
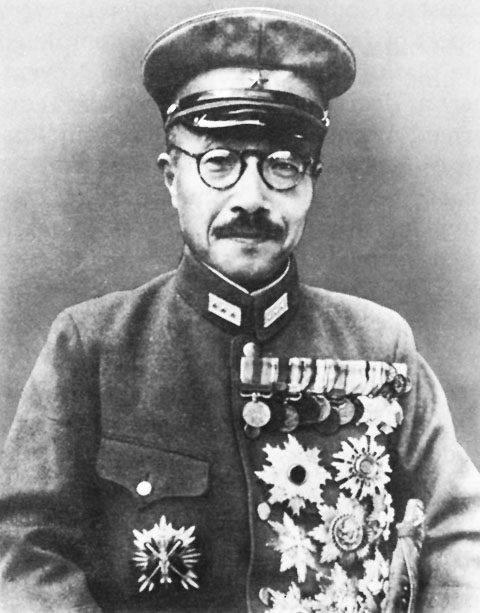
Hideki Tojo
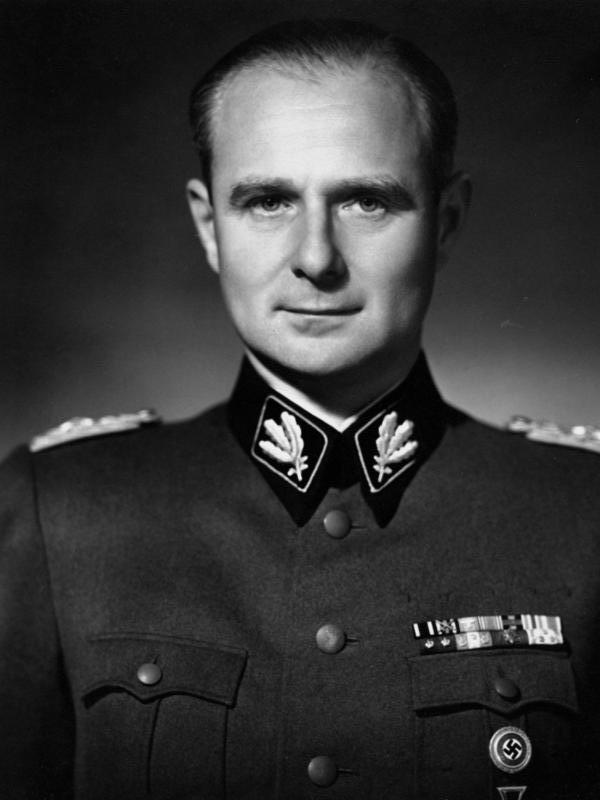
Karl Wolff
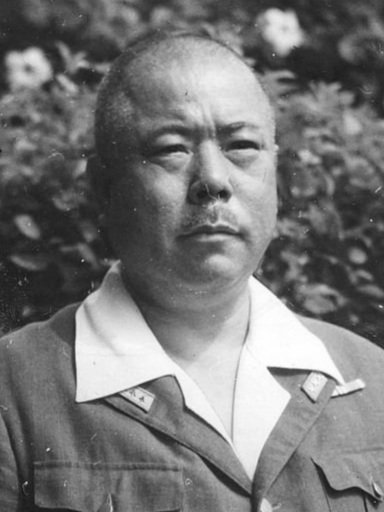
Tomoyuki Yamashita